# Physalis parvianthera
Physalis parvianthera är en potatisväxtart som beskrevs av Umaldy Theodore Waterfall. Physalis parvianthera ingår i släktet lyktörter, och familjen potatisväxter. Inga underarter finns listade i Catalogue of Life.